# Gnorimopsar chopi
Gnorimopsar chopi е вид птица от семейство Трупиалови, единствен представител на род Gnorimopsar.

## Разпространение
Видът е разпространен в Аржентина, Боливия, Бразилия, Парагвай, Перу и Уругвай.